# Acontiola varia
Acontiola varia is een vlinder van de familie van de uilen (Noctuidae). De wetenschappelijke naam van deze soort is voor het eerst voorgesteld als Panemeria varia door Francis Walker in een publicatie uit 1865.
De soort komt voor in Kenia, Angola, Namibië, Botswana, Zimbabwe, Zuid-Afrika en Lesotho.